# 1991년 6월
| 1991년: 1월 · 2월 · 3월 · 4월 · 5월 · 6월 · 7월 · 8월 · 9월 · 10월 · 11월 · 12월 |

| <          | 1991년 6월 | 1991년 6월 | 1991년 6월  | 1991년 6월 | 1991년 6월 | >           |
| 일         | 월         | 화         | 수          | 목         | 금         | 토          |
|            |            |            |             |            |            | 1 4.19 임인 |
| 2 20 계묘  | 3 21 갑진  | 4 22 을사  | 5 23 병오   | 6 24 정미  | 7 25 무신  | 8 26 기유   |
| 9 27 경술  | 10 28 신해 | 11 29 임자 | 12 5.1 계축 | 13 2 갑인  | 14 3 을묘  | 15 4 병진   |
| 16 5 정사  | 17 6 무오  | 18 7 기미  | 19 8 경신   | 20 9 신유  | 21 10 임술 | 22 11 계해  |
| 23 12 갑자 | 24 13 을축 | 25 14 병인 | 26 15 정묘  | 27 16 무진 | 28 17 기사 | 29 18 경오  |
| 30 19 신미 |            |            |             |            |            |             |

| 편집하기 |

## 1991년6월 25일
- 슬로베니아와 크로아티아가 독립을 선언했다.

## 1991년6월 12일
- 보리스 옐친이 러시아 대통령으로 당선되었다.